# Офисный пакет
О́фисный паке́т — набор приложений (программный пакет), предназначенных для обработки электронной документации на персональном компьютере. Компоненты офисных пакетов распространяются, как правило, только вместе, имеют схожий интерфейс и хорошо взаимодействуют друг с другом.

## Типичные компоненты
Как правило, офисный пакет содержит следующий набор компонентов (или некоторые его элементы):
- Текстовый процессор — для создания сложных документов, содержащих текст, таблицы, графику и т. д.;
- Электронная таблица — для табличных вычислений.

В дополнение к этому, некоторые пакеты содержат ещё и следующие типы приложений:
- Программа подготовки презентаций — для создания электронных презентаций;
- Система управления базами данных — для использования информации баз данных;
- Графический редактор — для редактирования изображений;
- Редактор формул — для оформления математических формул;
- Электронная почта — для электронных коммуникаций;
- Персональный информационный менеджер — для организации личного или группового календаря работ.

## Список офисных пакетов
Ниже приведён список офисных пакетов, и компонентов, присутствующих в них:

### Свободныеофисные пакеты
- LibreOffice — ответвление разработки OpenOffice с более прозрачной разработкой и свободным лицензированием.
- GNOME Office — офисный пакет проекта GNOME.
- Calligra Suite — офисный пакет из состава оболочки KDE.
- OpenOffice.org — офисный пакет, сравнимый по возможностям и информационно совместимый с офисным пакетом Microsoft Office.
- Apache OpenOffice — является одним из преемников OpenOffice.org. Появился в результате передачи всех прав на OpenOffice.org фонду Apache.
- SSuite Office — офисный пакет для ОС Windows.
- SoftMaker Office — офисный пакет для операционных систем Windows, Linux, FreeBSD, Windows CE и Pocket PC.
- ONLYOFFICE — кроссплатформенный офисный пакет.

### Проприетарныеофисные пакеты
- Microsoft Office — один из наиболее известных офисных пакетов, на данный момент последней версией является Microsoft Office 2024
- IBM Lotus Symphony — бесплатный офисный пакет корпорации IBM, основанный на OpenOffice
- Ashampoo Office
- Ability Office[англ.] — британский дешёвый офисный пакет, появившийся в 1985 году. На 2022 г. существует уже 11 версий этого продукта, который включает в себя:

- Write — текстовый обработчик.
- Spreadsheet — табличный редактор.
- Database — редактор реляционных баз данных.
- Photopaint — редактор растровой графики.
- Presentation — создатель презентаций.
- PhotoAlbum — создатель электронных фотоальбомов.

- WordPerfect Office
- IBM Lotus SmartSuite — офисный пакет корпорации IBM, информационно совместим с OpenOffice.org
- StarOffice — офисный пакет корпорации Sun, информационно совместим с OpenOffice
- SoftMaker Office
- WPS Office — китайский офисный пакет
- iWork — офисный пакет Apple для macOS и iOS

### Программное обеспечение как услуга
- Google Документы
- Zimbra по модели SaaS
- Яндекс.Документы (см. Яндекс)

### Облачные
- Облако Mail.ru — онлайновый офисный редактор, позволяющий создавать текстовые документы, а также таблицы и презентации[1]